# Бурдийон, Эмбер де Ла Платьер
Эмбер де Ла Платьер, сеньор де Бурдийон (фр. Imbert de La Platière, seigneur de Bourdillon; ок. 1500 или 1524 — 4 апреля 1567, Фонтенбло) — французский военачальник и дипломат, маршал Франции.

## Биография
Происходил из старинной нивернуазской семьи. Второй сын Филибера II де Ла Платьера, сеньора де Борд, и Анны де Жокур, дамы де Марро. Сеньор де Фране, Монтиньи, Сент-Обен, Сен-Сюльпис и д'Эпуасс.
В 1544 сражался под командованием графа Энгиенского в битве при Черизоле.
27 апреля 1545 назначен бальи Оксуа, был первым конюшим дофина, лейтенантом роты герцога Неверского, капитаном 50 всадников, а 6 апреля 1547 получил должность лейтенант-генерала в Шампани и Бри в отсутствие герцога Неверского.
В 1548 отправился в Шотландию в составе экспедиции д'Эссе де Монталамбера, направленной на помощь Марии де Гиз.
В апреле 1551 по поручению короля сопровождал в Реймс юного герцога Лотарингского, которого Генрих II намеревался воспитывать при своем дворе. В августе назначен лагерным маршалом в Лотарингскую армию коннетабля Анна де Монморанси, командовал двумя сотнями, посланными на помощь герцогу Омальскому. Альбрехт Бранденбургский разбил герцога у Туля до того, как подошло подкрепление.
В октябре 1551 отставлен от лейтенантства в Шампани. В 1554 с ордонансовой ротой изгнал имперцев из окрестностей Мезьера. В 1555 действовал на границе Шампани, отвоевал замок Фюман и соседние укрепления, и обеспечил безопасность фортификационных работ в Мариенбурге, Рокруа и Мобер-Фонтене.
После поражения при Сен-Кантене 16 августа 1557 организовал отступление части войск, после чего закрепился в Ла-Фере. 23 июня 1558 вместе с герцогом Неверским взял Тионвиль.

Герб маршала Франции Эмбера де Ла Платьера, сеньора де Бурдийона

В конце 1558 вместе с Шарлем де Марийяком, архиепископом Вьеннским, направлен с миссией в Аугсбург. Прибыл туда 20 февраля 1559, за пять дней до открытия рейхстага, с заданием добиться от имперских князей признания французской оккупации Трех епископств.
На обратном пути 31 марта был назначен на место маршала де Бриссака лейтенант-генералом маркизата Салуццо и пяти городов, оставшихся у французов в Пьемонте по условиям Като-Камбрезийского мира. Управлял этими городами до их возвращения Савойе 12 декабря 1562;  безуспешно протестовал против этого решения королевского совета, принятого под нажимом Антуана де Бурбона.
После того, как 21 декабря Франсуа де Сепо де Вьейвиль по протекции герцога де Гиза получил место маршала Сент-Андре, король на следующий день пообещал вознаградить Бурдийона первой же вакантной маршальской должностью, заранее предоставив ему полагающиеся почести.
В следующем году был послан в Турень, Анжу и Пуату, чтобы исполнить эдикт об умиротворении от 19 марта; затем участвовал в отвоевании Гавра у англичан 28 июля.
6 апреля 1564 в Труа был назначен маршалом на место де Бриссака. В том же году был направлен в Гиень на подавление волнений.
В 1565 присутствовал на встрече в Байонне между Карлом IX и Елизаветой Французской, королевой Испании, а в 1566 содействовал сближению между Гизами и Шатийонами.

## Семья
1-я жена: дочь Шарля де Дама, сеньора де Брев
2-я жена: дочь канцлера Рене де Бирага
Детей не имел, наследницей стала его племянница Франсуаза де Ла Платьер, дочь Франсуа де Ла Платьера, сеньора де Борд, и Катрин Мотье де Лафайет, вышедшая первым браком в 1596 за Анри де Л'Опиталя, виконта де Во, а вторым в 1573 за Луи д'Ансьенвиля, барона де Ревийона

## Комментарии
1. ↑  В VI томе своего справочника Франсуа Пинар сообщает, что де Бурдийон был первым, получившим этот чин, и указывает дату выплаты первого жалования 1 марта 1552 (Pinard F.-J.-G. Chronologie historique-militaire. T. VI. — P.: Claud Herissant, 1763, p. 7)